# Take Yourself Home
„Take Yourself Home" – utwór muzyczny australijskiego piosenkarza i autora tekstów Troye Sivana, wydany 1 kwietnia 2020 roku nakładem wytwórni EMI Music Australia i Capitol Records jako główny singel promujący jego nadchodzący trzeci album studyjny.